# Eritreas självständighetsdag
Eritreas självständighetsdag firas den 24 maj varje år, och är den viktigaste nationella helgdagen i Eritrea. Det var på denna dag, 1991, som EPLF intog huvudstaden Asmara, efter 30 års stridigheter mot Etiopiens armé. Dagen är allmän helgdag och de flesta har ledigt från jobbet.

### Fotnoter
1. ↑  "Eritrea Independence Day"